# サン＝ジェネルー
サン＝ジェネルー （Saint-Généroux）は、フランス、ヌーヴェル＝アキテーヌ地域圏、ドゥー＝セーヴル県のコミューン。

## 地理

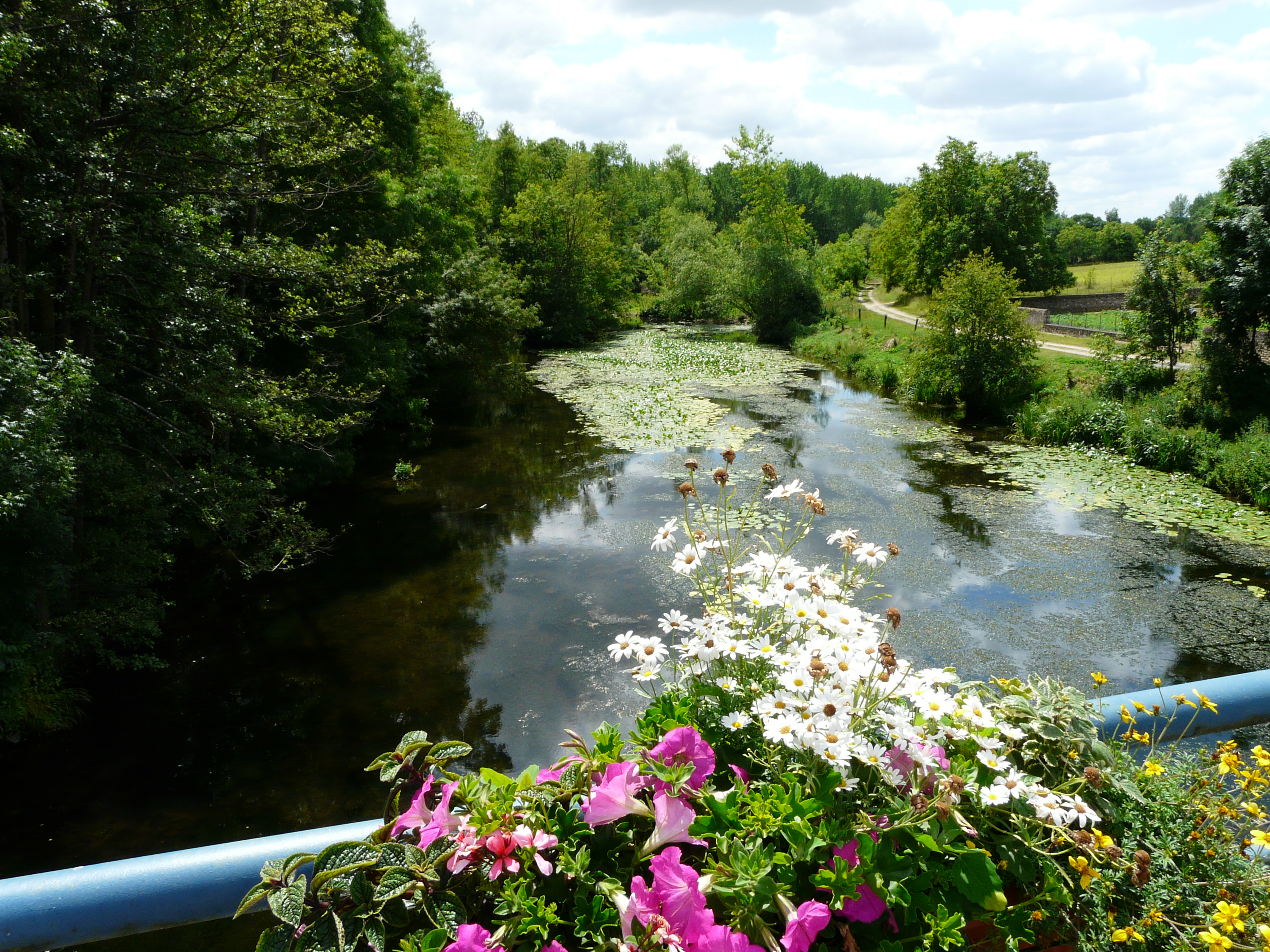
トゥエ川

県北部に位置するサン＝ジェネルーには、ロワール川の支流トゥエ川が流れる。
半径内の、県道145号線と県道147号線のインターチェンジがある地点に町がある。エルヴォーの6km北、トゥアールの12km南南東に位置する。
県道121号線もコミューンの西側を通過する。

## 人口統計
| 1962年 | 1968年 | 1975年 | 1982年 | 1990年 | 1999年 | 2008年 | 2013年 |
| ------ | ------ | ------ | ------ | ------ | ------ | ------ | ------ |
| 404    | 369    | 331    | 344    | 351    | 296    | 370    | 368    |

参照元:1962年から1999年までは複数コミューンに住所登録をする者の重複分を除いたもの。それ以降は当該コミューンの人口統計によるもの。1999年までEHESS/Cassini、2004年以降INSEE。

## 史跡
- サン＝ジェネルー教会 - 前ロマネスク様式。1846年にフランス歴史文化財指定されている[4]。10世紀にまでさかのぼる、ポワトゥー最古の教会の1つ。これはかつてサン＝ジュアン＝ド＝マルヌ修道院の傘下の小修道院だった。聖域は、おそらくGenerosus修道士（のちにジェネルーとなる）の墓の敷地内に建てられた。教会は12世紀に再建され、大規模な修復が19世紀に行われた。
- 旧修道院
- ロマネスク様式の橋 - 1926年にフランス歴史文化財指定されている[5]。12世紀から13世紀にかけ、サン・ジュアン・ド・マルヌ修道院の修道士たちによって建設された。

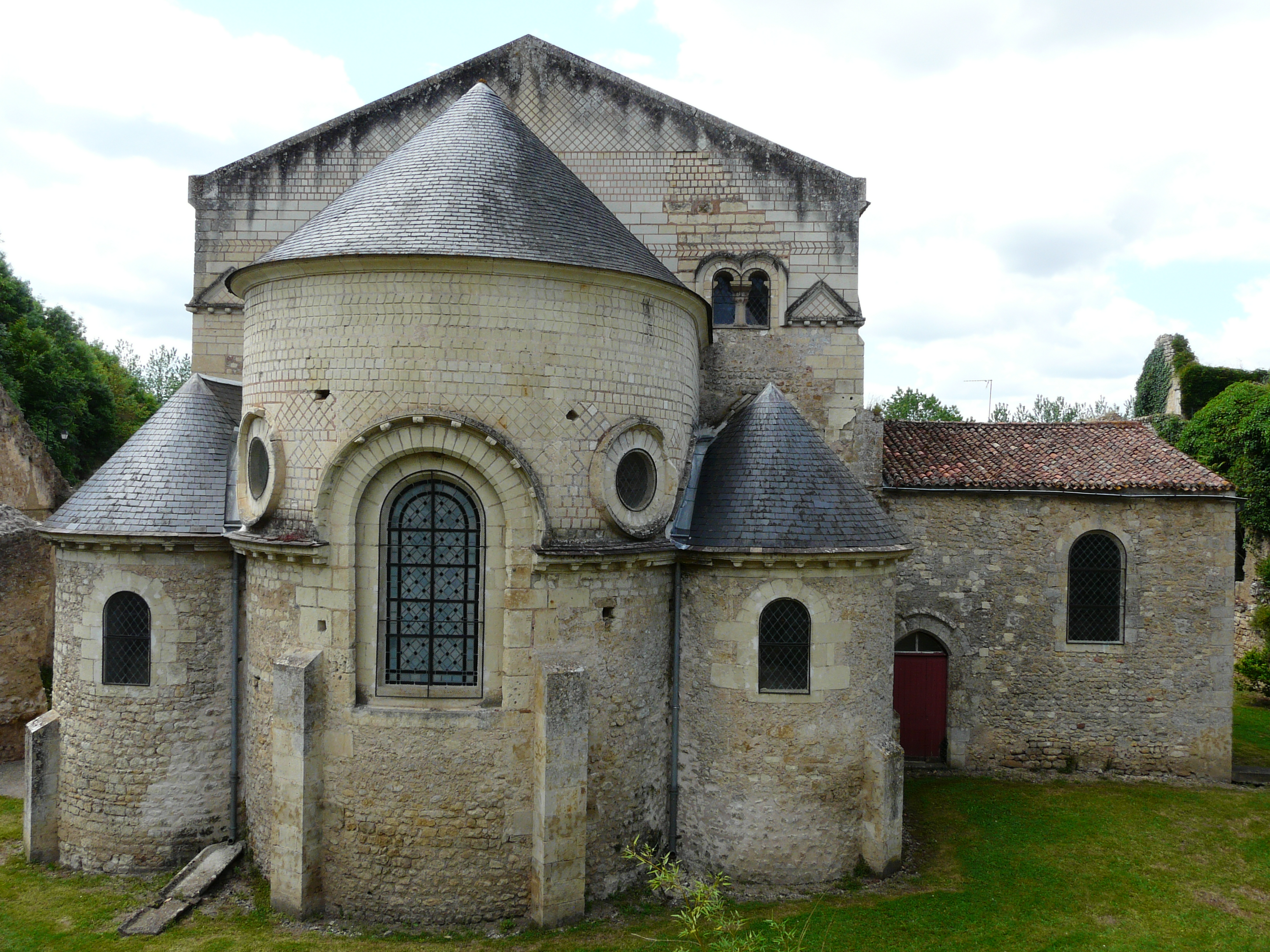
教会のシュヴェ
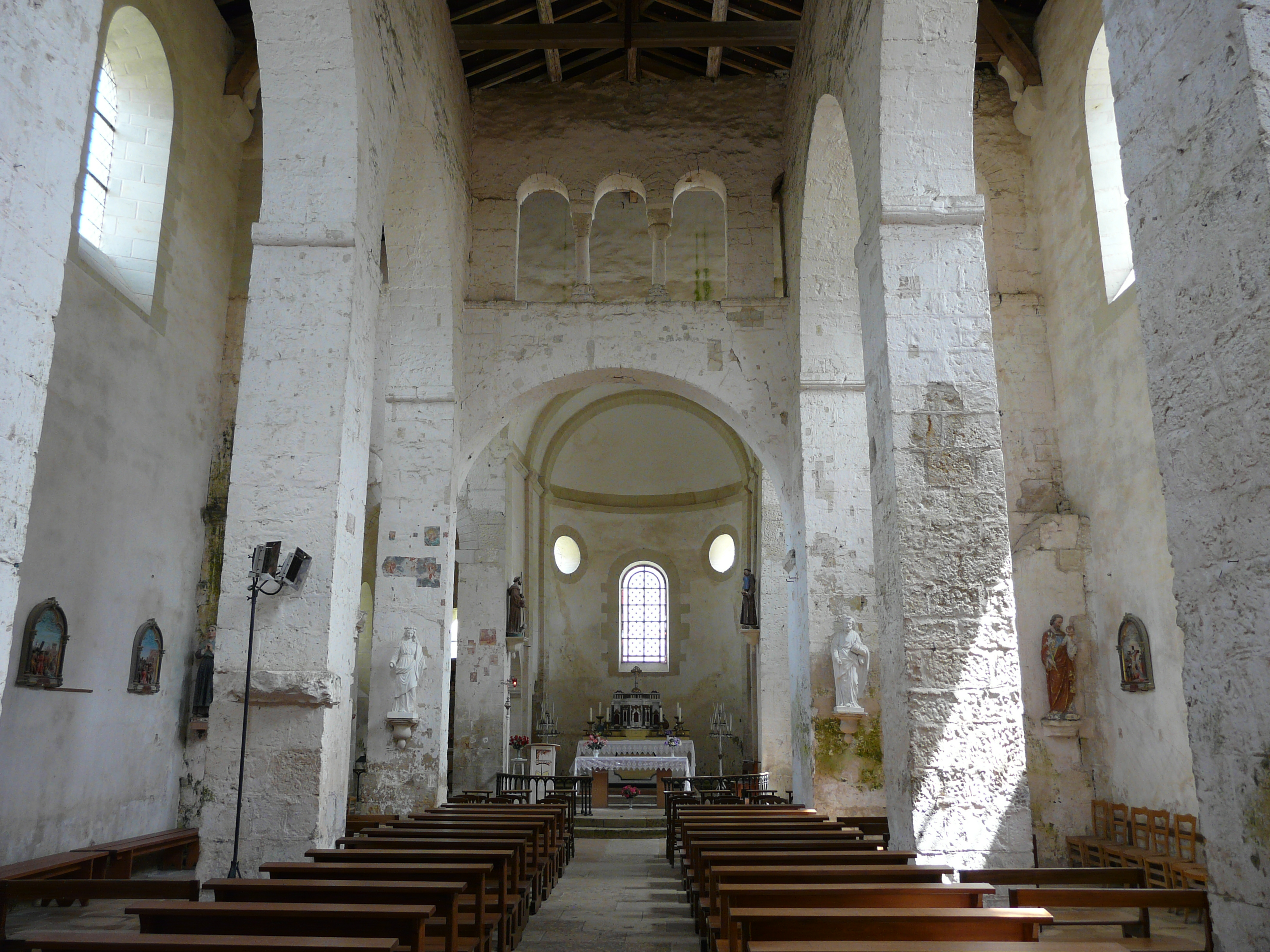
本堂
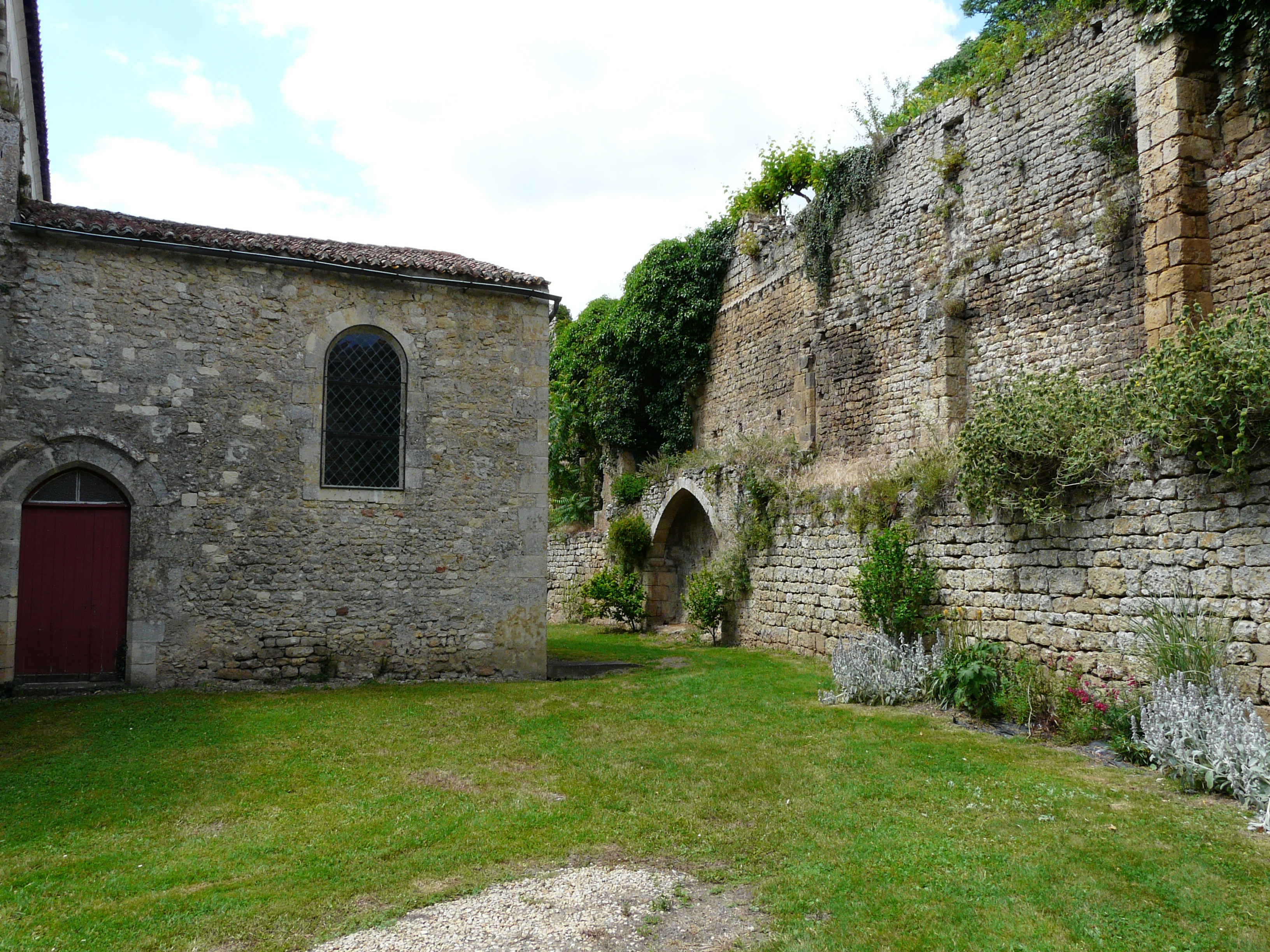
教会右側、旧修道院の廃墟
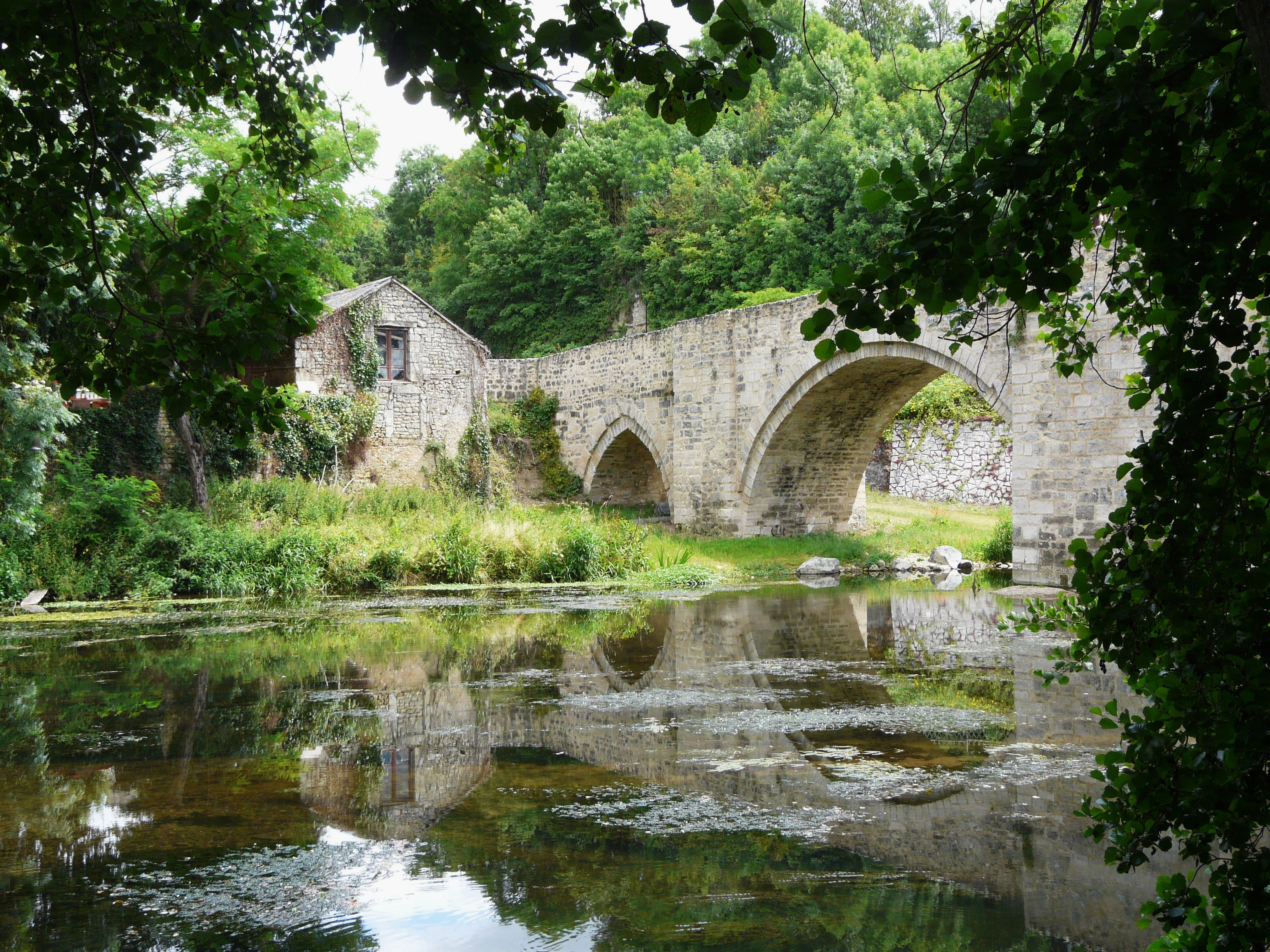
ロマネスク様式の橋